# Бьюдиг, Ребекка
Ребекка Бьюдиг (англ. Rebecca Budig; род. 26 июня 1973, Цинциннати, Огайо) — американская телевизионная актриса.

## Карьера
Бьюдиг наиболее известна по своей роли Гринли Смайт Лэйвери в длительной мыльной опере канала ABC «Все мои дети», в которой она снималась с 1999 по 2011 год, вплоть до закрытия шоу. За роль в сериале она четырежды номинировалась на Дневную премию «Эмми», а также получила приз «Дайджеста мыльных опер» Бьюдиг также снималась в дневной мыльной опере «Направляющий свет» с 1995 по 1998 год.
В прайм-тайм Бьюдиг появилась в таких сериалах как «Королева экрана», «Вне практики», «C.S.I.: Место преступления», «Как я встретил вашу маму», «Касл» и «Голубая кровь». В 2010 году она стала победителем реалити-шоу канала ABC «Катание со звездами». На большом экране она снялась в провальном фильме 2013 года «Погнали!». В 2015 году Бьюдиг вернулась в дневной эфир с ролью в мыльной опере «Главный госпиталь».

## Личная жизнь
В июне-октябре 2000 года Бьюдиг была замужем за доктором Дэниелом Гелларом. В 2004—2010 года она была замужем за телеведущим Бобом Гини. С 2012 года Бьюдиг замужем в третий раз за телевизионным маркетинговым руководителем Майклом Бенсоном, с которым она встречалась 2 года до их свадьбы. У супругов есть дочь — Шарлотта Джо Бенсон (род.08.09.2014).